# 제14회 대구단편영화제
제14회 대구단편영화제는 2013년 8월 30일에 열린 시상식이다.

## 수상 및 후보

### 대상
- 춘정 - 이미랑 수상

### 우수상
- MJ - 김희진 수상

### 연기상
- 춘정 - 김소희 수상

### 촬영상
- 달이 기울면 - 이큰솔 수상

### 애플시네마 대상
- 형의 휴가 - 심찬양 수상

### 애플시네마 우수상
- 친구야 생일 축하한다 - 안재홍 수상

### 관객상
- 자네 아내와 여행을 가고 싶네 - 모칸 수상

### 본선경쟁작
- 농담 - 최시형
- 목격자의 밤 - 박근범
- 사라지고 또렷해지는 - 김윤지
- 달이 기울면 - 정소영
- 브라자 - 원잔디
- 해운대 소녀 - 이정홍
- 충심, 소소 - 김정인
- 도시의 밤 - 김태용
- 자네 아내와 여행을 가고 싶네 - 모칸
- 소년과 양 - 이형석
- 패밀리 - 정욱
- 123km - 김미경
- 수영장의 고양이들 - 김보경
- 붉은 손 - 신지현
- MJ - 김희진
- 대회전 - 김진태
- 레몬타임 - 임대형
- 얼굴 - 이정행
- 미라의 의지 - 이은정
- 월동준비 - 이윤형
- 춘정 - 이미랑
- 트렁크 - 김현철
- 자기만의 방 - 유재욱

### 애플시네마
- 그들 각자의 이별 - 김홍완
- 얼론 - 매튜 루트
- 형의 휴가 - 심찬양
- 고추가 사라졌다 - 김은영
- 소멸불가 - 김용삼
- 친구야 생일 축하한다 - 안재홍
- 중독 - 이형석

### 초청작
- 대파맨 - 아카이 타카미
- 도쿄 무국적 소녀 - 야마기시 켄타로
- 로보토미 - 이안 스튜어트 갈링튼
- 겨울의 폭탄 - 모리 히데토